# Marco Rossi (futbolista nacido en 1978)
Marco Rossi (Seravezza, Italia, 1 de abril de 1978) es un exfutbolista italiano, que se desempeñaba como mediocampista y su último equipo fue el club Génova FC de la Serie A de Italia.

## Clubes
| Club                    | País   | Año         |
| ----------------------- | ------ | ----------- |
| Lucchese Calcio         | Italia | 1995 - 1998 |
| Salernitana Calcio 1919 | Italia | 1998 - 2000 |
| ACF Fiorentina          | Italia | 2000 - 2002 |
| Calcio Como             | Italia | 2002 - 2003 |
| Génova FC               | Italia | 2003 - 2013 |